# Lycosa pachana
Lycosa pachana là một loài nhện trong họ Lycosidae.
Loài này thuộc chi Lycosa. Lycosa pachana được Mary Agard Pocock miêu tả năm 1898.